# Artimpaza curtelineata
Artimpaza curtelineata är en skalbaggsart som först beskrevs av Maurice Pic 1922.  Artimpaza curtelineata ingår i släktet Artimpaza och familjen långhorningar.
Artens utbredningsområde är Laos. Inga underarter finns listade.